# Вейн (округ Лафаєтт, Вісконсин)
Вейн (англ. Wayne) — місто (англ. town) в США, в окрузі Лафаєтт штату Вісконсин. Населення — 474 особи (2020).

## Демографія
Згідно з переписом 2010 року, у місті мешкало 490 осіб у 179 домогосподарствах у складі 134 родин. Було 193 помешкання
Расовий склад населення:
| - 98,8 % — білих - 0,8 % — чорних або афроамериканців - 0,2 % — корінних американців |

До двох чи більше рас належало 0,2 %. Частка іспаномовних становила 2,4 % від усіх жителів.
За віковим діапазоном населення розподілялося таким чином: 25,3 % — особи молодші 18 років, 58,6 % — особи у віці 18—64 років, 16,1 % — особи у віці 65 років та старші. Медіана віку мешканця становила 42,7 року. На 100 осіб жіночої статі у місті припадало 115,9 чоловіків;  на 100 жінок у віці від 18 років та старших — 121,8 чоловіків також старших 18 років.
Середній дохід на одне домашнє господарство  становив 87 795 доларів США (медіана — 70 357), а середній дохід на одну сім'ю — 99 639 доларів (медіана — 82 083). Медіана доходів становила 40 250 доларів для чоловіків та 44 750 доларів для жінок. За межею бідності перебувало 3,2 % осіб, у тому числі 4,3 % дітей у віці до 18 років та 3,3 % осіб у віці 65 років та старших.
Цивільне працевлаштоване населення становило 267 осіб. Основні галузі зайнятості: сільське господарство, лісництво, риболовля — 22,8 %, виробництво — 22,5 %, освіта, охорона здоров'я та соціальна допомога — 15,7 %, будівництво — 11,6 %.